# Michael Hadschieff
Michael Hadschieff, né le 5 octobre 1963 à Innsbruck, est un patineur de vitesse autrichien.

## Biographie
Aux Jeux olympiques d'hiver de 1988 organisés à Calgary au Canada, Michael Hadschieff est médaillé d'argent sur 10 000 mètres après avoir obtenu le bronze sur 1 500 mètres. L'année précédente, il était monté sur le podium des Championnats du monde toutes épreuves, obtenant la médaille de bronze et aux Championnats du monde toutes épreuves, terminant deuxième. Il arrête sa carrière après sa quatrième participation aux Jeux olympiques en 1994.

## Palmarès
| Compétition                           | Or                     | Argent                                          | Bronze         |
| Jeux olympiques                       |                        | 1988 (10 000 m)                                 | 1988 (1 500 m) |
| Championnats du monde toutes épreuves |                        |                                                 | 1987           |
| Championnats d'Europe toutes épreuves |                        | 1987                                            |                |
| Coupe du monde                        | 1986 et 1989 (1 500 m) | 1987 et 1988 (1 500 m) 1987 (5 000 et 10 000 m) |                |

## Records personnels
| Distance      | Temps          | Année |
| ------------- | -------------- | ----- |
| 500 mètres    | 37 s 85        | 1989  |
| 1 000 mètres  | 1 min 13 s 84  | 1988  |
| 1 500 mètres  | 1 min 52 s 31  | 1988  |
| 5 000 mètres  | 6 min 47 s 93  | 1988  |
| 10 000 mètres | 13 min 56 s 11 | 1988  |